# R. L. Long
Robert Lindley Long (* 30. November 1852 im Lancaster County, Pennsylvania; † 1928) war ein US-amerikanischer Lehrer, Schuldirektor, Richter und Politiker.

## Werdegang
Über die Kindheit von Robert Lindley Long ist nichts bekannt. Seine Jugendjahre waren vom Bürgerkrieg überschattet. Long erhielt seine berufliche Ausbildung an der Millersville (Pennsylvania) Normal School. Danach ging er auf das Dickinson College in Carlisle (Pennsylvania). Während dieser Zeit unterrichtete er als Lehrer, um sein Auskommen zu sichern. 1872 zog er nach Westen in das Colorado-Territorium, wo er sich in Boulder niederließ, dem heutigen Verwaltungssitz vom Boulder County. Long war dort als Principal der lokalen öffentlichen Schulen tätig. Zu dieser Zeit ging er auch Spekulationsgeschäften nach und schürfte in den Bergen von Colorado. Zwei Jahre später kehrte er nach Pennsylvania zurück. Von dort ging er in das südliche Afrika, um dort im Diamantenbergbau zu arbeiten. Nach 18 Monaten kehrte er in die Vereinigten Staaten zurück. Long wurde Principal von der California Public School in San Luis Obispo, dem heutigen Verwaltungssitz vom San Luis Obispo County. Während seiner Tätigkeit dort akzeptierte er eine ähnliche Position als erster Principal von den Phoenix Public Schools.
Long zog in das Arizona-Territorium. Im Mai 1879 kam er in Phoenix an. Er war zwei Amtszeiten lang, von 1879 bis 1880 und von 1890 bis 1891, als Principal von den Phoenix Public Schools tätig. 1881 zog er nach Globe. Long war dort als Clerk am Gila County District Court tätig und von 1882 bis 1884 als Richter am Nachlassgericht. Daneben war er von 1881 bis 1884 als Superintendent of Schools im Gila County tätig.
Im Herbst 1884 kandidierte er erfolgreich für den Posten des Superintendent of Public Instruction vom Arizona-Territorium. Der Territorialgouverneur vom Arizona-Territorium Frederick Augustus Tritle focht aber seine Wahl erfolgreich an, da zu der damaligen Zeit der Superintendent of Public Instruction durch den Territorialgouverneur ernannt wurde. In der Folgezeit ernannte Tritle ihn nun selbst zum Superintendent of Public Instruction. Die Arizona Legislature bestätigte die Wahl. Von diesem Zeitpunkt an musste jeder Superintendent of Public Instruction bis zur Aufnahme von Arizona 1912 als 48. Bundesstaat in die Union gewählt, danach vom Territorialgouverneur ernannt und/oder durch die Arizona Legislature bestätigt werden. Long bekleidete den Posten als Superintendent of Public Instruction neun Jahre lang, von 1885 bis 1886, von 1899 bis 1902 und von 1907 bis zu seinem Rücktritt 1909. Als Superintendent of Public Instruction hatte er das Recht die County Superintendents zu ernennen. Während seiner ersten Amtszeit war er für die Verabschiedung des Schulgesetzes von 1885 verantwortlich, was höhere Standards für die Zertifizierung setzte. Damit wurden im Wesentlichen die gesetzlichen Grundlagen für Bildung gelegt, die bis zur Aufnahme von Arizona in die Union fortbestanden. Dabei wurden alle Bildungsprogramme unter die Leitung des territorialen Bildungsausschusses gelegt. Bei der Verfassung des Gesetzestextes arbeitete er eng mit seinem Amtsvorgänger W.B. Horton zusammen. Als Folge dieses Gesetzes wurde der siebenjährige Schulbesuch der Grundschule im Arizona-Territorium eingeführt.
Während der Zeit, wo er nicht als Superintendent of Public Instruction tätig war, ging er auch in Phoenix Spekulationsgeschäften nach und wurde Principal von der neu gegründeten Arizona Normal School in Tempe. Long wurde Mitglied im Bildungsausschuss der Arizona Normal School. Er hatte den Vorsitz im Territorial Board Of Examiners und saß im Arizona Board of Regents. Außerdem war er über einen längeren Zeitraum aktives Mitglied in der National Education Association. In diesem Zusammenhang nahm er an ihren Sitzungen und Beratungen teil.